# Шарп, Митчелл
Ми́тчелл Уи́льям Шарп (англ. Mitchell William Sharp; 11 мая 1911, Виннипег, провинция Манитоба, Канада — 19 марта 2004, Оттава, Канада) — канадский государственный деятель, министр иностранных дел Канады (1968—1974).

## Биография
В 1934 г. получил степень бакалавра Манитобского университета, затем окончил аспирантуру того же университета и продолжил обучение в Лондонской школе экономики. Работал экономическим обозревателем с акцентом на торговле зерном.
Начал свою политическую карьеру в начале 1960-х, как Лестер Пирсон предложил ему принять участие в его избирательной кампании в штабе Либеральной партии Канады. В апреле 1963 г. он был избран депутатом Палаты общин канадского парламента и сохранял мандат до 1978 г.
После победы Либеральной партии на всеобщих выборах вошёл в состав правительства страны:
- 1963—1966 гг. — министр промышленности и торговли. На этом посту сыграл большую роль по расширению павильона Канады на Всемирной выставке в Монреале (1967)
- 1965—1968 гг. — министр финансов,
- 1968—1974 гг. — министр иностранных дел Канады. В этот период произошёл ряд изменений во внешней политике страны (так называемый «третий вариант»): было расширено сотрудничество с КНР, произошла перезагрузка взаимоотношений с Соединенными Штатами, военные обязательства перед НАТО были сокращены наполовину и был инициирован новый диалог с Европой и Японией,
- 1974—1978 гг. — председатель Тайного совета Королевы для Канады.

Политик критически воспринимал конституционное устройство Канады, отмечая в своих воспоминаниях 1994 г., что из-за его негативных взглядов на роль британской монархии, он отказался принять предложение премьер-министра Пьера Трюдо, который хотел рекомендовать его на должность генерал-губернатора. Он также полагал, что Канада должна иметь своего собственного главу государства, который не был бы подотчётен кому-то другому и что страна ещё не достигла полной независимости от Великобритании.
Одновременно в 1974—1976 гг. являлся лидером правительства в Палате общин.
В 1974 г. был назначен комиссаром Северного трубопроводного агентства (Northern Pipeline Agency), созданного в целях содействия эффективному и оперативному планированию и строительству в Канаде транспортной системы для перекачки природного газа Аляски в рамках Соглашения между США и Канадой о принципах, применимых к Северному трубопроводу природного газа (1977 г.).
В 1976—1986 гг. являлся главой канадской группы и заместителем председателя Трехсторонней комиссии, международной организации, состоящей из представителей Северной Америки, Западной Европы и Азии (в лице Японии и Южной Кореи), официальная цель которой — обсуждение и поиск решений мировых проблем.
В 1984 г. также занимал пост заместителя председателя специальной группы по конфликтам интересов, который подготовил доклад об этическом поведении на государственной службе.
В 1993 году, в возрасте 82 лет, он был назначен личным советником премьер-министра Жана Кретьена, получая за это символическое вознаграждение в 1 доллар в год. Оставался в этой должности до истечения срока полномочий премьера в декабре 2003 года.

## Награды и звания
- Был возведён в ранг офицера Ордена Канады.